# Ван Нань
Ван Нань  (кит.: 王楠, 23 жовтня 1978) — китайська настільна_тенісистка, олімпійська чемпіонка.

## Виступи на Олімпіадах
| Олімпіада   | Дисципліна       | Місце |
| ----------- | ---------------- | ----- |
| Сідней 2000 | одиночний розряд | 1     |
| Сідней 2000 | парний розряд    | 1     |
| Афіни 2004  | одиночний розряд | 5T    |
| Афіни 2004  | парний розряд    | 1     |
| Пекін 2008  | одиночний розряд | 2     |
| Пекін 2008  | командні         | 1     |